# فرضیه شکار
فرضیه شکار (انگلیسی: The Hunting Hypothesis) اثری است که در سال ۱۹۷۶ توسط رابرت اردری درباره دیرین‌مردم‌شناسی منتشر شده‌است. این کتاب آخرین کتاب از مجموعه‌های پرخواننده سری طبیعت انسان او است که شامل پیدایش آفریقا (۱۹۶۱) و ضرورت سرزمینی (۱۹۶۶) نیز می‌شود.
این اثر به پیامدهای صفات ارثی تکاملی در انسان می‌پردازد، به ویژه آنهایی که از طریق شکار ایجاد شده‌اند. این کتاب همچنین یکی از اولین کتاب‌هایی بود که در مورد خطرات احتمالی تغییرات آب و هوایی هشدار می‌داد.